# بلوشستان
بَلُوشِستان أو بِلادِ البَلُوشِ (بالبلوشيَّة: بلۏچستان) هو إقليم جاف يقع في جنوب غرب آسيا على طرف الهضبة الإيرانية ويمتد بشكلٍ أساسي في أقصى الجنوب الشرقي من إيران، والجزء الجنوبي الغربي من باكستان وجنوب أفغانستان، حيث يسكنهُ عدد يتراوح من 5 إلى 10 ملايين نسمة من قومية البلوش حسب التقديرات لعدم وجود إحصاء رسمي.
سميت المنطقة بهذا الاِسم بعد نزوح القبائل البلوشية إليها قبل آلاف السنين، اللغة الشائعة في الإقليم هي اللغة البلوشية إضافة إلى البراهوئية والرخشانية، الجزء الجنوبي من إقليم بلوشستان يعرف بإقليم مكران المطل على بحر العرب.

## التسمية
يأتي اسم بلوشستان من (بلوش) وهي تشير الى اسم العرقية و (ستان) تعني أرض باللغة الفارسية، معنى بلوشستان هي أرض البلوش وهي تمتد من ديرا غازي خان وبيلا شرقا الى سيستان وهرمزكان غربا.

## التاريخ

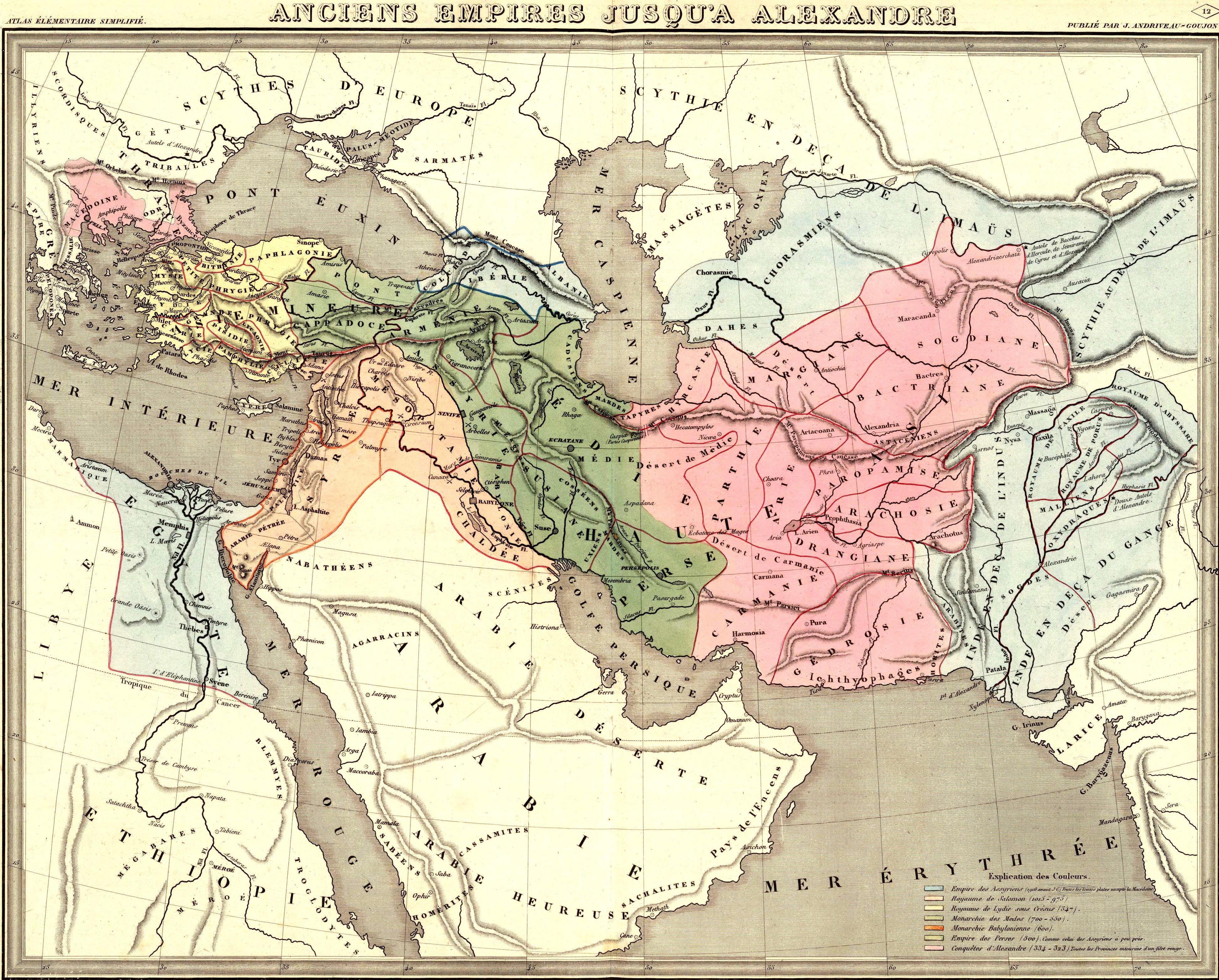
دول قديمة

هناك أدلة على مستوطنات بشرية قديمة في بلوشستان ويرجع تاريخها إلى حوالي القرن 15 ق م .
خلال القرن الماضي اكتشف علماء الآثار الفرنسيّين المكتشفين موقعًا جديدًا في بلوشستان في ميهيرجاره (ميهريجان)، الذين يعتقد أنها من الحضارات القديمة۔ الموقع أعمرَ من 7,000 قبل الميلاد إلى 2,000 قبل الميلاد وهو الموقع الحجريّ الحديث الأكثر تبكيرًا حيث يكون لدينا دليل الاستئناس الأوّل للحيوانات وزراعة حبوب.
كان سكان بلوشستان يعملون في الزّراعة والرّيّ وأيضًا في الفلاحة والتّربية. أما الشعر التراثي البلوشي فقد اجتمع مع الموسيقى غالباً. حرفة البلوش تتمثل في حياكة السجاد.

## حضارة بلوشستان
ويرجع تاريخ الحضارة البلوشية إلى حوالي القرن 15 ق م .
خلال القرن الماضي اكتشف علماء الآثار الفرنسيّين المكتشفين موقعًا جديدًا في بلوشستان في ميهيرجاره (ميهريجان)، الذين يعتقد انها من الحضارات القديمة۔ الموقع أعمرَ من 7000 قبل الميلاد إلى 2000 قبل الميلاد ويعتبر هذا الموقع الحجريّ الحديث دليل الاستئناس الأوّل للحيوانات وزراعة حبوب.

## أصول اللغة البلوشية
تنتمي اللغة البلوشية إلى عائلة اللغات الإيرانية،  والتي بدورها تنتمي إلى عائلة اللغات الهندو-أروبية.

## الحركات الإنفصالية
- جند الله
- جيش العدل
- جيش بلوشستان الوطني